# Alfred Berroth
Alfred Berroth (* 20. November 1892 in Dörzbach; † 7. Dezember 1978 in Stuttgart) war ein deutscher Geodät.

## Leben
Nach seiner Schulzeit in Ulm studierte Alfred Berroth ab 1910 Vermessungswesen an der Technischen Hochschule Stuttgart und bestand 1913 seine Prüfungen zum Diplom-Ingenieur. Anschließend sammelte er erste wissenschaftliche Erfahrungen als persönlicher Rechner von Friedrich Robert Helmert am Geodätischen Institut Potsdam. Durch Helmerts Anregung entstand das Thema „Die Erdgestalt und die Hauptträgheitsmomente der Erde im Äquator aus Messungen der Schwerkraft“, das Berroth für seine Promotion im Jahre 1915 wiederum an der TH Stuttgart bei Ernst von Hammer und Karl Richard von Koch (1852–1924) gewählt hatte.
Nach den Wirren des Ersten Weltkrieges und im Anschluss an verschiedene wissenschaftliche Tätigkeiten wurde Berroth im Jahre 1924 zum Observator am Astronomisch Geodätischen Observatorium des Potsdamer Instituts ernannt. Ein Jahr später habilitierte er sich an der Technischen Hochschule Berlin-Charlottenburg. Im Jahr 1926 wurde er zum Ordinarius an die Landwirtschaftliche Hochschule Berlin berufen, nur ein Jahr später wechselte er erneut und übernahm an der RWTH Aachen als Nachfolger von Paul Gast den Lehrstuhl für Geodäsie mit dem Hauptaufgabengebiet Schweremessungen, Gravitationsfeld und Oberflächengestalt der Erde und ihre geometrische Festlegung an. Obwohl Berroth nie der Nationalsozialistischen Deutschen Arbeiterpartei beigetreten war, wurde er von seinem amtierenden Rektor Otto Gruber im Jahr 1933 zum Dekan ernannt, der damit deutlich machen wollte, dass wissenschaftliche Leistungen für ihn mehr zählten als ein Parteibuch. Dennoch hatte sich Berroth ab 1934 zunehmend wehrwissenschaftlichen Aufgaben zugewandt und die Studierenden unter anderem in der Auswertung von Luftbildaufnahmen unterrichtet. Diese regimefreundliche Einstellung führte 1939 zu Berroths Versetzung durch das Reichserziehungsministerium zunächst als Technischer Kriegsverwaltungsrat in das Heereswaffenamt nach Berlin und schließlich wenige Monate später auf den Lehrstuhl für höhere Geodäsie und sphärische Astronomie an der Technischen Universität Wien.
Nach dem Ende des Zweiten Weltkrieges kehrte er in seine schwäbische Heimat zurück und wurde 1945 mit der Vertretung des Lehrstuhls für Geodäsie an der TH Stuttgart betraut. Hier war Berroth in den Folgejahren jedoch nur noch freiberuflich tätig, um sich mehr seinen wissenschaftlichen Arbeiten im In- und Ausland und seinen insgesamt mehr als 100 Publikationen widmen zu können, von denen insbesondere das 1960 mit Walter Hofmann geschriebene Hand- und Lehrbuch Kosmische Geodäsie Bekanntheit erlangte. Darüber hinaus war er ab 1951 wissenschaftlicher Mitarbeiter am Deutschen Geodätischen Forschungsinstitut in München, bevor er schließlich 1953 offiziell in den Ruhestand ging. Im Jahr 1963 wurde Alfred Berroth mit dem Titel eines Dr. Ing. Ehrenhalber der Universität Bonn geehrt.
Berroth galt als Verfechter der Hochziel-Triangulation zur Überbrückung von Meeresgebieten, womit er – weit vor der Zeit – die Verwendung von Raketen und Satelliten als geodätische Zielpunkte vorschlug. Darüber hinaus war er bekannt für seine Affinität zur angewandten Geophysik, wobei er dafür plädierte, dass die geodätische Begriffsbildung aus der rein geometrischen Sichtweise auf eine allgemeine physikalische Formalisierung umzustellen sei.

## Mitgliedschaften
- 1950 Mitglied der Deutschen Geodätischen Kommission bei der Bayerischen Akademie der Wissenschaften
- 1951 Mitglied in der Internationalen Union für Geodäsie und Geophysik in Brüssel
- 1952 korrespondierendes Mitglied der Akademie der Wissenschaften von Tucumán.

## Werke (Auswahl)
- Die Erdgestalt und die Hauptträgheitsmomente A und B der Erde im Äquator aus Messungen der Schwerkraft, Leipzig : W. Engelmann, 1915; Dissertation
- Die gebräuchlichen Ellipsoide und die Lotabweichungen, Potsdam, Telegraphenberg : Preuss. Geodät. Institut, 1922
- Über die Messung der Variation der Schwere durch Sonne und Mond unter Berücksichtigung der dynamischen Meeresgezeiten, Berlin : Weidmann, 1932
- Handbuch der Vermessungskunde / Bd. 2. Feld- und Landmessung, 1950, 10., neu bearb. Aufl.
- Direkte Messung der Laplaceschen Gleichung durch gleichzeitige Beobachtung von Azimutdifferenzen auf zwei Stationen, Bamberg : Bamberger Verlagshaus, 1951
- Kosmische Geodäsie, Alfred Berroth und Walter Hofmann; Karlsruhe : Braun, 1960